# مروحية شبح

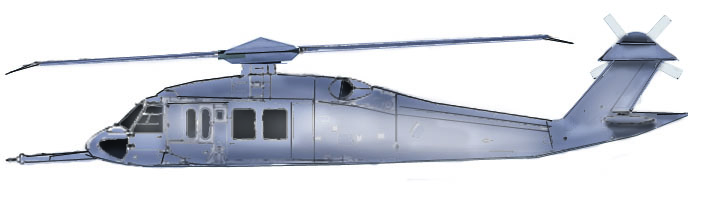
أنموذج لمروحيات الشبح التي ظهرت أمام الملأ عام 2011.

مروحيات الشبح هي نوع من المروحيات التي تتخفى بواسطة تقنية التخفي وتبديد الصوت وتمتلكها الولايات المتحدة الأمريكية حصرا دون بقية الدول. تدعي بعض مصادر الاستخبارات أن أول مروحية شبح أمريكية دخلت حيز الخدمة في عام 2007 وهي نسخة مطورة من مروحية البلاك هوك، لكنها لم تظهر للعالم إلا بعد ذلك التاريخ بأربع سنوات عندما تحطمت إحدى مروحيات الشبح في خضم عملية اغتيال بن لادن.

## الظهور الأول
ظهرت هذه المروحيات أول مرة أمام الملأ منتصف عام 2011 حينما قامت قوات مغاوير أمريكية تدعى أسود البحر بالإقلاع من قاعدة باجرام في كابل والإغارة على بن لادن في منزله في أبوط آباد في باكستان وقتله دون أن ترصدها الكواشف الباكستانية. وعندما همت المروحيات بمغادرة الموقع أصيبت إحداهن إما بقذيفة أو إصطدمت بالجدار أو عطبت ميكانيكا وسقطت في باحة المنزل فانكشف أمرها.

## مواصفاتها
تمتاز مروحيات الشبح عن غيرها بقدرتها على التخفي من الكواشف وكذلك كتمان صوت المكائن لحد لا يمكن بعدها تمييزه عن صوت المكيف. الأمر الذي يؤهلها إلى اجتياز خطوط العدو دون رصدها حيث ذكر الجيش الباكستاني أن كواشفه لم ترصد أي حركة لتلك المروحيات رغم أنها كانت على مشارف العاصمة إسلام آباد. كما ذكرت بعض التحليلات أن المروحية تصدر صوتا كأنها تبتعد فيما هي الحقيقة تقترب نحو هدفها لإيهام العدو.

## تسرب التقنية
صرح مصدر مسئول في الجيش الباكستاني أن بلاده ربما تتيح للصين رؤية حطام الطائرة المتبقية بما أنها أبدت اهتماما بذلك. لكن الولايات المتحدة سارعت إلى المطالبة بإرجاع باقي الحطام وتم لها ما أرادت بعد ذلك. لكن الصور أظهرت أن الأمن الباكستاني لم يأبه بتجميع الحطام وأن الأطفال كانوا يلهون بأجزاء غامضة من المروحية ما دفع أحد المسؤولين الأمريكان إلى القول أنه سيكون مصدوما إن لم يكن الصينيون قد حظوا بفرصة رؤية المروحية.

## محاولات سابقة

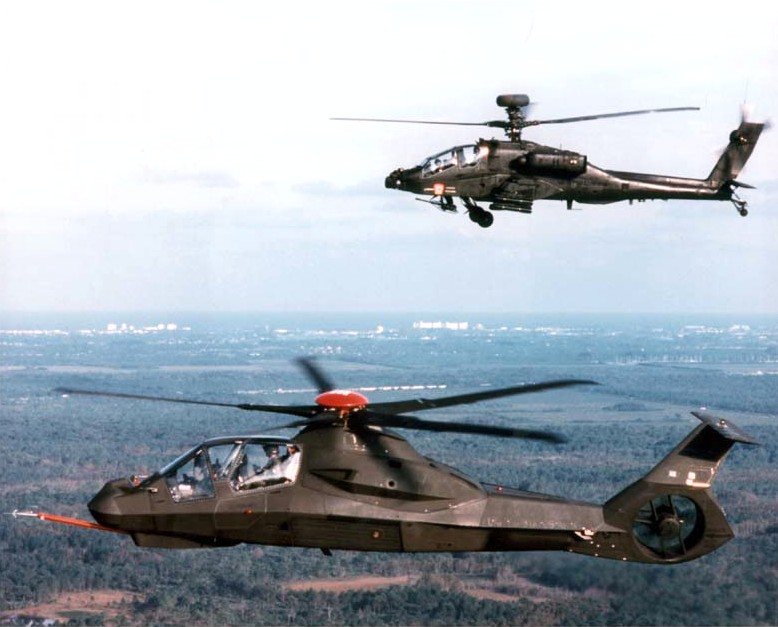
مروحية كومانشي 66 المتخفية (أمام) ومروحية أباتشي غير متخفية (خلف).

قامت وزارة الدفاع الأمريكية بمحاولتين سابقتين لإدراج مروحيات الشبح في الخدمة. ومن هذه المشاريع مروحية آر أيه إتش-66 كومانشي التي بدأ العمل بها سنة 1996 ولمدة ثمان سنوات قبل أن يلغى عام 2004 بداع ازدياد التكلفة وتركيز الجهد على تطوير الطائرات بدون طيار. كذلك كان ثمة استعمال لإحدى مرحيات الشبح في مهمة تجسس إبان حرب فيتنام.

## انظر
- باخرة شبح
- طائرة شبح

## إحالات
1. ↑  U.S. Stealth Helicopter. نسخة محفوظة 09 أغسطس 2014 على موقع واي باك مشين.
2. ↑  بتقنية كان يُعتقد أنها لم تُخترع بعد الولايات المتحدة خدعت بن لادن بطائرات تُصدر أصواتاً وكأنها تبتعد. [وصلة مكسورة] نسخة محفوظة 26 يناير 2020 على موقع واي باك مشين.
3. ↑  Pakistan to let Chinese plunder secret U.S. stealth helicopter downed in Bin Laden raid. نسخة محفوظة 20 فبراير 2017 على موقع واي باك مشين.